# Villa Buonvisi Oliva

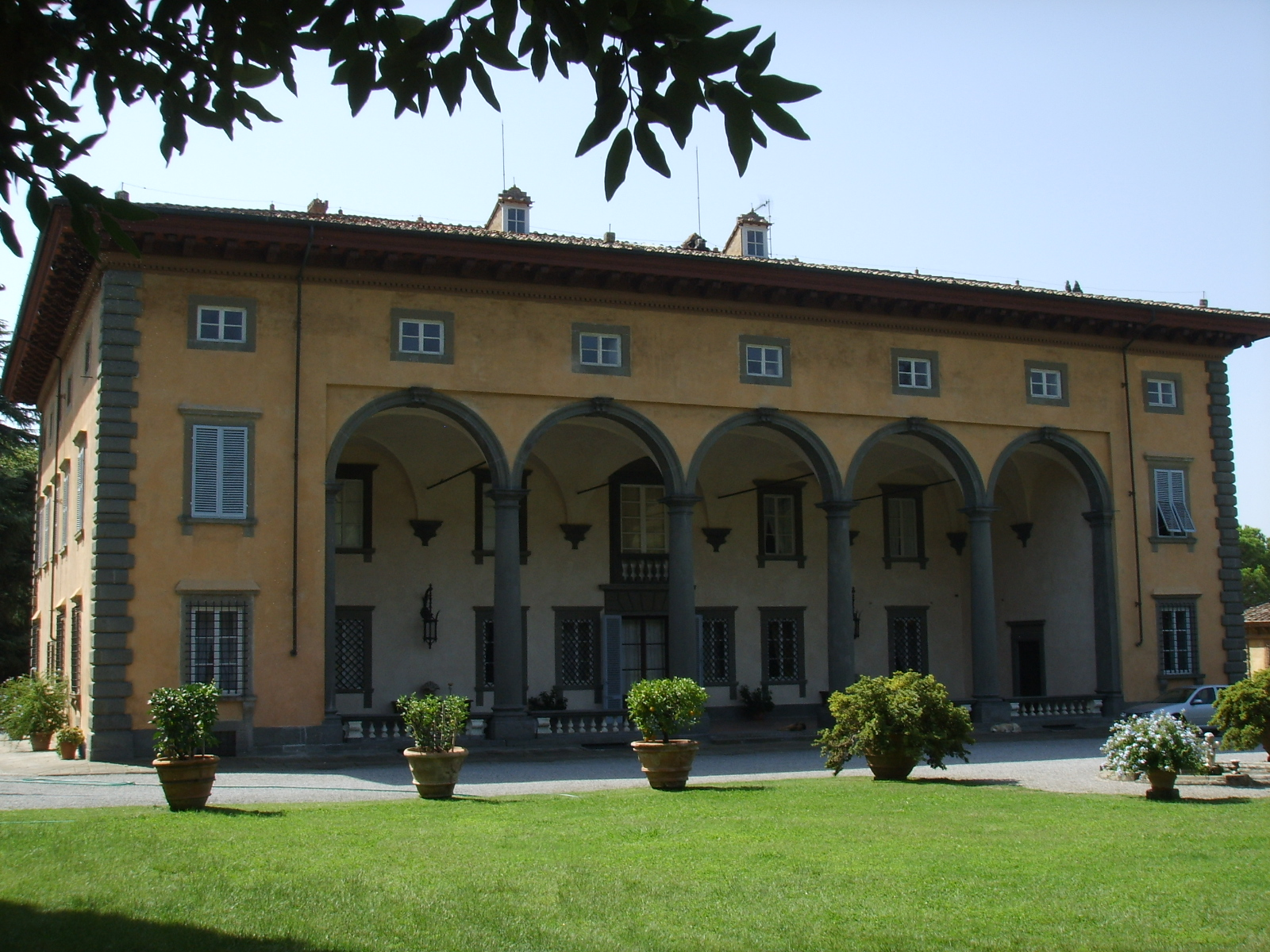
Il retro

La villa Oliva - Buonvisi (o anche solo villa Oliva) si trova in località San Pancrazio presso Lucca. È una delle poche ville lucchesi che, sebbene private, sono visitabili (in questo caso solo il giardino).

## Storia
Le prime notizie della villa risalgono alla fine del Quattrocento, quando i proprietari erano i Buonvisi. In seguito appartenne ai Montecatini, al principe Carlo Poniatowski, ai Rosselmini, i quali la donarono alla Piccola casa della Divina Provvidenza di Giuseppe Benedetto Cottolengo. Durante la seconda guerra mondiale, la villa e il parco subirono ingenti danni, perdendo numerosi mosaici, oltre a capitelli, stemmi ed un cancello in ferro battuto. Le grandi opere di restauro, si devono all'ing. Cesare Oliva e alla moglie Luisa, attuali proprietari.

## Descrizione
La particolare morfologia del terreno, caratterizzata da una duplice pendenza, fece sì che l'impianto del giardino fosse suddiviso in ripiani posti a quote diverse collegati tra di loro attraverso piccole rampe di scale. Questi piani derivano dalla spartizione dell'intera proprietà in tre zone, definite da i due viali principali: quello orizzontale che corre parallelamente al fronte della villa, e quello verticale che collega il cancello d'accesso sud con il portone dell'abitazione. Mentre il piano, definito dal viale di cipressi e il muro di cinta ad ovest, ospita una zona prevalentemente agricola, negli altri due piani si snoda il giardino.
Il monumentale ingresso decorato su ogni lato da due pilastri, collegati da fasce orizzontali in marmo bianco intervallate da pietra grigia, fa da quinta scenica al lungo viale di cipressi che conduce alla villa. Parallelamente a questo, ma ad un livello inferiore, corre un lungo viale di carpini, originariamente utilizzato per il passeggio delle carrozze. Lungo il viale di cipressi, circa a metà del percorso, si incontra, sulla destra, prima una stanza di verzura, composta da essenze di tasso e alloro e arredata con un tavolo e due panche in pietra, poi sempre sullo stesso lato, il sistema delle tre fontane, poste in asse tra di loro. La prima fontana, addossata al muro di cinta, è sovrastata da un timpano che sorreggeva uno stemma, oggi scomparso, e mostra nella parte centrale l'immagine di una sirena alata ai lati della quale si trovano due grossi pilastri. La seconda consiste in una vasca rotonda a zampillo, posta al centro di un prato. La terza è una cascata a gradoni ornata di tufo, statue in terracotta e decorazioni in altorilievo. Sullo stesso lato è posta una ragnaia, composta da un boschetto di lecci, nella quale sono collocate una scultura in pietra raffigurante un barbagianni e una grande statua in terracotta di Diana che alludono al significato e all'utilizzazione del luogo.
Poco più oltre un belvedere coperto da una volta vegetale in tasso potato. Sul retro della villa è posto un grande cortile ovale chiuso da una siepe curva di lecci dal disegno elaborato, al centro della quale si trova una grotta, costituita in prevalenza da blocchi di tufo e stalattiti, combinati e disposti in modo da formare anfratti e rientranze. Nel 1770 si concludevano i lavori di sistemazione voluti da Francesco Buonvisi: l'apertura di un nuovo ingresso a ovest e la costruzione delle scuderie e di una palazzina.